# Малькольм Коун
Малькольм Коун  (англ. Mac Cone, 23 серпня 1952) — канадський вершник, олімпійський медаліст.

## Виступи на Олімпіадах
| Олімпіада    | Дисципліна       | Місце             |
| ------------ | ---------------- | ----------------- |
| Атланта 1996 | конкур, особисті | 52 (кваліфікація) |
| Атланта 1996 | конкур, командні | 16                |
| Пекін 2008   | конкур, особисті | AC (кваліфікація) |
| Пекін 2008   | конкур, командні | 2                 |